# 이시바시 아사
이시바시 아사(石橋亜紗,いしばし あさ 1992년 ~)는 일본의 언론인이자 NHK 소속의 여성 아나운서이다.

## 생애 및 학력
이시바시 아사(石橋亜紗) 아나운서는 1992년 일본 도쿄도에서 태어났다. 그녀는 도쿄도 지요다구에 있는 조시(じょし, 여자)학원 중학교・고등학교를 졸업하고 게이오기주쿠 대학 문학부 인문사회학과 영미문학전공 졸업을 했다.

## 입사
게이오기주쿠 대학을 졸업하고 2014년 NHK에 입사했다. 입사동기로는 하야시다 리사(林田理沙) 아나운서가 있다. 그년 입사하고 같은 해 6월부터 연수에 마친후 첫 발령지인 NHK 구마모토 방송국에서 아나운서로써 생활을 시작했다. 그녀는 입사부터 2017년 2월 15일까지 3년동안 근무를 하다가 2017년 2월 16일자로 현재 NHK 오사카 방송국으로 옮겨 2017년 4월 3일부터 NHK 오사카 방송국에 뉴스 HOT 간사이를 2019년 3월 29일까지 진행한 후에 2019년 4월 6일 NHK의 개편으로 도쿄도에 NHK 방송 센터로 옮겨 2021년 3월 26일까지 있었다. 그녀는 도쿄 시절에 NHK 뉴스 오하요 일본의 토,일,공휴일 진행과 NHK 교육 텔레비전의 라라라♪클래식의 진행을 했다가. 2021년 4월 개편에 따라 그녀가 두번째로 활동했던 NHK 오사카 방송국으로 옮기면서 같이 오사카로 발령을 받은 다케다 신이치 아나운서와 매주 금요일 오후 5시에 NHK 오사카 방송국에서 제작해 일본 전역에 방송되는 뉴스 금요일 5시에 진행을 맡고 있다.